# Střelba na Stoneman Douglas High School v Parklandu
Střelba na Stoneman Douglas High School byla masová střelba, která se odehrála 14. února 2018 na střední škole v Parklandu na Floridě. Pachatel útoku devatenáctiletý Nikolas Jacob Cruz zastřelil 17 lidí a dalších 18 zranil, čímž spáchal jeden z nejsmrtonosnějších útoků na školy. Krátce po střelbě byl Cruz identifikován a zadržen místní policii. 
Přeživší studenti založili lobbistickou skupinu Never Again MSD usilující o účinnější regulaci střelných zbraní. 9. března 2018 podepsal floridský guvernér Rick Scott zákon zvyšující věkovou hranici pro nákup pušek na 21 let, stanovující povinnou třídenní čekací dobu a prověřování nakupujícího. Kromě toho zákon zakazuje prodej zařízení urychlujících střelbu a umožňuje učitelům a školním zaměstnancům nosit zbraň k ochraně studentstva. Národní střelecká asociace podala proti zákonu žalobu.
Cruz se v roce 2021 přiznal ke všem 17 vraždám a 17 pokusům o vraždu a za svůj čin se omluvil. Cruz byl v 3. listopadu 2022 odsouzen na doživotí bez možnosti propuštění. Soudkyně vynesla 17 doživotních trestů za vraždu. Dalších 17 doživotí pak Cruz dostal za pokus o vraždu lidí, kteří byli zraněni.

## Pachatel
Cruz se narodil 24. září 1998 v Margate na Floridě. Brzy po narození byl adoptován manžely Lyndou a Rogerem Cruzovými. Jeho adoptivní otec zemřel v roce 2004 a matka v listopadu 2017, krátce před útokem. Pachatel žil po matčině smrti u rodinných přátel. V době útoku pracoval v místní pobočce obchodu Dollar Tree. Cruz byl problematickým studentem s násilnickými sklony, a v lednu 2018 bylo jeho znepokojivé chování oznámeno místní pobočce FBI, která však na oznámení nereagovala.

## Oběti
- Alyssa Miriam Alhadeff, 14 let
- Martin Duque Anguiano, 14 let
- Scott J. Beigel, 35 let
- Nicholas Paul Dworet, 17 let
- Aaron Louis Feis, 37 let
- Jaime Taylor Guttenberg, 14 let
- Christopher Brent Hixon, 49 let
- Luke Thomas Hoyer, 15 let
- Cara Marie Loughran, 14 let
- Gina Rose Montalto, 14 let
- Joaquin Oliver, 17 let
- Alaina Joann Petty, 14 let
- Meadow Jade Pollack, 18 let
- Helena Freja Ramsay, 17 let
- Alexander Logan Schachter, 14 let
- Carmen Marie Schentrup, 16 let
- Peter Wang, 15 let